# Latovščina
Latovščina je mešanica jezikov, tudi žargon. Včasih je latovščina tudi govorica ki nastane z dodajanjem zloga »LA«: Danes je petek postane ladalanes laje lapelatek. Pogovorno se izraz uporablja za nerazumljivo govorico.